# Жиліна Тетяна Василівна
Тетяна Василівна Жиліна (1911, Область Війська Донського — 28 березня 1974, Аксайський район, Ростовська область) — колгоспниця, Герой Соціалістичної Праці (1949).

## Біографія
Народилася в 1911 року в селянській родині. В 30-ті роки XX століття році вступила в колгосп «Реконструктор» Аксайського району Ростовської області. Спочатку працювала рядовою колгоспницею, пізніше призначена ланковою виноградарської ланки.
За свою доблесну працю в колгоспі «Реконструктор» удостоєна в 1949 році звання Героя Соціалістичної Праці.
Померла 28 березня 1974 року.

## Нагороди
- Герой Соціалістичної Праці — указом Президії Верховної Ради СРСР від 5 жовтня 1949 року;
- Орден Леніна (1949);